# Джуи-Арзис
Джуи-Арзис, Арзис, Арзиз (узб. Jo'yi Arziz; тадж. Ҷӯйи Арзиз) — древний арык и акведук, проходивший по территории города Самарканд в Узбекистане. Питал каналы, снабжавшие водой древний город Афрасиаб, руины которого ныне расположены в северо-восточной части Самарканда. Возникновение его относится к I—II веку. Среднее русло появилось после кризиса рабовладельческого общества. Верхнее русло канала было сооружено в VIII—IX веках. Канал питался водой арыка Чокардиза (который позднее стал называться Новадоном).
После X века существовало предание, что акведук построил еврей, прибывший из Китая. На создание канала непосредственно повлияла римская техника. Сохранились описания акведука X века.
Русло частично сделано из свинца (перс. ارزیز‎, ɒɾziz), откуда и произошло название арыка «Анзис», то есть «свинцовый». Во многих исторических источниках, арык известен именно под этим названием.
Входил в шахристан у южных Кешских ворот. В двух километрах южнее Афрасиаба у стен «внешнего города» (шахрибируна) в месте ас-Сафарун канал поднимался по дамбе. Над кварталом саррафов (менял) русло канала выложено из керамических (обожженых) кирпичей. В месте Рас-от начинался акведук на арках или плотине. В 1945 году к югу от Кешских ворот шахристана и на месте ворот Аханин шахрибируна обнаружены остатки устоя, или дамбы акведука — кладки I—II века из крупных сырцовых кирпичей 40×40×12 сантиметров. Конечный участок канала был жёлобом целиком из свинца. По Истахри: «проток со всех сторон облицован свинцом». По Ибн Хаукалю: «наружная сторона этого протока целиком из свинца».
Впервые остатки канала Джуи-Арзис во время раскопок обнаружил советский археолог Алексей Тереножкин в 1946 году. Находка была обнаружена вблизи Сиабского базара. По данным исследований, размеры кирпичей составляли 59×40×9 см, 42×42×9 см, 28×49×9 см и 36×49×9 см. По данным этих же исследований, арык был сооружён из керамического кирпича и смеси негашёной извести с пеплом.
Так как Джуи-Арзис являлся одним из важных водных источников Афрасиаба, арык тщательно охранялся и оберегался. По данным арабского географа Истархи, жившего в X веке, ответственность за арык была возложена на зороастрийцев (возможно имелись ввиду зороастрийские священники), которым взамен была отменена Джизья.
В 1220 году, в результате нашествия монголов в Среднюю Азию во главе с Чингисханом, на шестой день осады Самарканда Джуи-Арзис был разрушен, как и многие другие объекты Афрасиаба, Самарканда и остальной части Средней Азии. Из-за этого, Афрасиаб остался без воды, и впоследствии пришёл в упадок и превратился в руины.